# Manfredo Manfredi (Szenenbildner)
Manfredo Manfredi (* 6. Januar 1934 in Palermo) ist ein italienischer Szenenbildner, Animator und Maler.

## Leben
Manfredi wuchs in Palermo und Neapel auf und lebt seit 1946 in Rom. Er studierte zunächst zwei Jahre Architektur und anschließend bis 1958 Szenografie an der Accademia di Belle Arti in Rom. Im Jahr 1960 arbeitete er als Assistent Piero Filippones am Szenenbild des Films Die Herrin von Atlantis mit. Es folgten zahlreiche Fernsehfilme und Dokumentationen, für die Manfredi als Szenenbildner aktiv war.
Manfredi kam 1963 zum Animationsfilm, wo er zu Beginn mit Guido Gomas zusammenarbeitete. Sie widmeten sich in ihren Werken sozial-politischen Themen und schufen Kurzanimationsfilme unter anderem über die Mafia (Ballata per un pezzo da novanta, 1966) und das Bandenwesen auf Sardinien (Su sambene non est aba, 1968). Ab 1968 gingen Manfredi und Gomas künstlerisch eigene Wege. Manfredis erfolgreichster Kurzanimationsfilm wurde 1975 Dedalo, der eine Oscarnominierung in der Kategorie Bester animierter Kurzfilm erhielt. Anschließend arbeitete er unter anderem als Szenenbildner für das Fernsehen, aber auch in der Werbung. Er ist zudem auch als Maler aktiv. Seine abstrakten Werke waren beispielsweise in Ausstellungen in Rom, Spoleto und Modena zu sehen.

## Filmografie (Auswahl)
- 1966: Ballata per un pezzo da novanta
- 1967: La spaccata
- 1968: Su sambene non est aba
- 1969: K.O.
- 1970: I lupi e gli agnelli
- 1970: Rotocalco
- 1970: Il muro
- 1973: Sotterranea
- 1975: Uva salamanna
- 1975: Dedalo
- 1989–1992: Caramella (TV-Serie)

## Auszeichnungen (Auswahl)
- 1967: Silbermedaille des Festival von Bilbao für La spaccata
- 1976: OIAF Award, Ottawa International Animation Festival, für Dedalo
- 1977: Oscarnominierung, Bester animierter Kurzfilm, für Dedalo